# Zimmers Hole
A Zimmers Hole 1991-ben Vancouverben megalakult kanadai extrém metal, comedy rock-zenekar. Az együttes eddig három nagylemezt jelentetett meg.
Többségében neves együttesek és előadók számait parodizálják, és humoros szövegekkel és címekkel ellátott dalokat írnak. Például: Rent-a-Cop, The Death of the Resurrection of the Death of Metal, Satan is a Gay Porno Star, Hair Doesn't Grow on Tits, Fuck My Aching Tits.
Lemezeiket a Century Media, Hevydevy Records kiadók jelentették meg.

## Tagok
Jelenlegi tagok
- Chris Valagao, Jed Simon, Bryon Stroud és Gene Hoglan.

Korábbi tagok
- Steve Wheeler, Will Campagna és Chris Stanley.

## Diszkográfia
Stúdióalbumok
- Bound By Fire (1997)
- Legion Of Flames (2001)
- When You Were Shouting at the Devil ... We Were in League with Satan (2008][1]